# Longfield and New Barn
Longfield and New Barn est une paroisse civile du Kent, en Angleterre.